# Вологодская соборная мечеть
Вологодская соборная мечеть Аль-Джума — мечеть Вологды, расположенная в заречной части города по адресу: ул. Горького, 5.

## История
Вопрос о строительстве мечети встал с момента организации мусульманской общины (1996 г.). На начальных этапах деятельности мусульманской общины города помещение для проведения джума-намазов и праздников арендовались у различных организаций (областной центр профсоюзов, спортзалы и т. д.). Первичная документация на строительство мечети была одобрена на градостроительном совете. Проект мечети был отобран на конкурсной основе из 12 проектов. Двухэтажная просторная мечеть построена в 1998—2001 гг. по проекту вологодского архитектора А. В. Борисовского в оригинальном стиле, сочетающем элементы эклектики и традиционной мусульманской архитектуры. Официально зарегистрирована в госучреждении юстиции в 2004 г.

## Имамы мечети
- 1996—1998 гг. — приглашённый из Москвы Анвар Салеев
- 1998—2006 гг. — Наиль Мустафин,
- 2006—2017 гг. — Р. Б. Мустафин.

## Деятельность
В здании мечети действует воскресная школа — мактаб, директором которой является Мустафин Наиль Равилевич.